# Delahaye VLR
Der Delahaye VLR ist ein allradgetriebener Geländewagen, der ab 1948 speziell für die französische Armee entwickelt wurde, um den amerikanischen Willys MB und den Ford GPW zu ersetzen. Der Werkscode lautete Delahaye Type 182.

## Beschreibung
Für die damalige Zeit verfügt der Delahaye VLR (Véhicule de Liaison et de Reconnaissance Delahaye, französisch für Verbindungs- und Aufklärungsfahrzeug) über technisch sehr anspruchsvolle Konstruktionsmerkmale. Wie bei seinem Vorbild, dem Willys MB / Ford GPW, an das er sich optisch stark anlehnt, ist die Karosserie offen, ohne Türen und hat eine abklappbare Windschutzscheibe. Statt über vier verfügt er aber über fünf Sitzplätze. Die technischen Besonderheiten sind beispielsweise ein vollsynchronisiertes Vierganggetriebe mit zuschaltbarer Untersetzung, verstellbare Torsionsstab-Federungen für jedes Rad, Differentialsperren an beiden Achsen, ein Aluminium-Motorblock mit Trockensumpfschmierung und 24-Volt-Elektrik. Bei der französischen Armee wurde der VLR vorwiegend als Verbindungs-, Führungs- und Funkfahrzeug eingesetzt.

## Geschichte
Der VLR wurde 1949 vom französischen Automobilhersteller Delahaye für Erprobungszwecke vorgestellt und sollte den amerikanischen Jeep (Willys MB bzw. Ford GPW) ersetzen. Zwischen 1949 und 1950 wurden die ersten Prototypen getestet und nach einigen konstruktiven Änderungen schließlich 1951 von der Armee angenommen. Das Fahrzeug erhielt die Bezeichnung VLRD (Voiture Légère de Reconnaissance Delahaye – 1951er Model).
Allerdings stellten sich die, oben beschriebenen, technisch aufwändigen Lösungen in der Praxis als problematisch heraus. Da die Truppe die komplizierte Technik nicht ausreichend warten konnte, kam es zu häufigen Ausfällen. Hinzu kamen Unfälle, die von meist schlecht ausgebildeten Fahrern, die mit einem solchen Hochleistungs-Geländewagen überfordert waren, verursacht wurden.
Nach diversen vergeblichen Versuchen, diese Probleme durch weitere technische Änderungen in den Griff zu bekommen (beim 1953er Modell wurden zum Beispiel die Differentialsperren und deren Bedienung völlig neu konstruiert), lehnte die Armee 1954 die Bestellung weiterer Fahrzeuge ab. Man entschied sich stattdessen, die Jeeps aus Kriegsbeständen zu behalten und Hotchkiss mit der Produktion neuer Fahrzeuge vom Typ M201 zu beauftragen.
Dieser Schritt brachte Delahaye in große finanzielle Schwierigkeiten und führte schließlich im gleichen Jahr zur Fusion mit Hotchkiss zur Société Hotchkiss-Delahaye, die wiederum das Ende von Delahaye als Automobilhersteller bedeutete.
Insgesamt wurden 9630 Delahaye-Geländewagen hergestellt, der größte Teil als militärische VLRD, aber auch einige als zivile 12-Volt-Variante, dem VLRC-12. Diese zivile Version erwies sich als deutlich zu teuer, um gegen die noch massenweise vorhandenen billigen Kriegs-Jeeps erfolgreich zu sein.

## Technische Daten

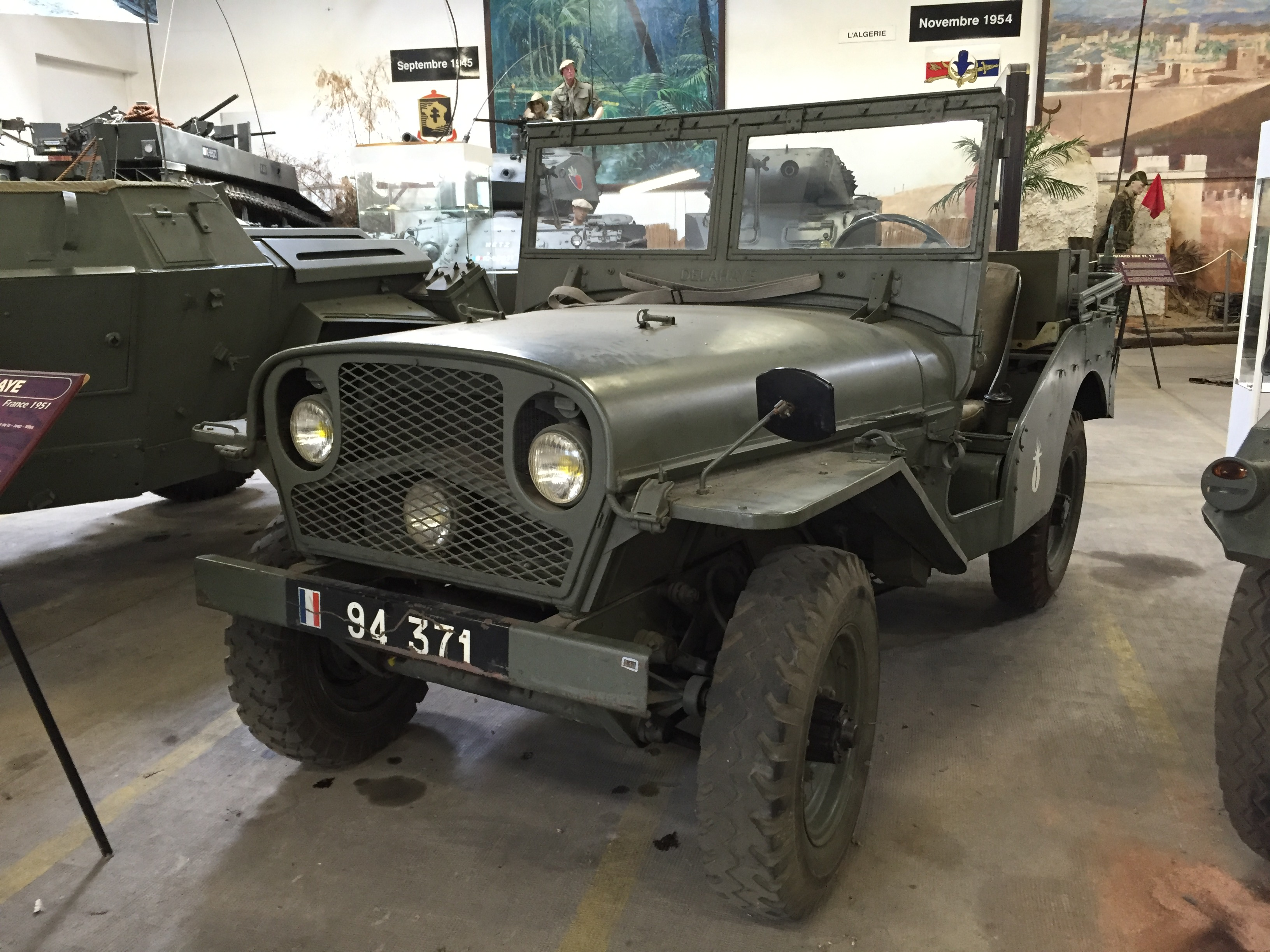
Ein militärischer Delahaye VLR, wie er von der französischen Armee in den 1950er und 1960er Jahren eingesetzt wurde

| Technische Daten Delahaye VLR             | Technische Daten Delahaye VLR                | Technische Daten Delahaye VLR |
| ----------------------------------------- | -------------------------------------------- | ----------------------------- |
| Leergewicht                               | 1460 kg                                      |                               |
| Zuladung                                  | 400 kg                                       |                               |
| Anhängelast                               | 750 kg (ungebremst)                          |                               |
| Breite                                    | 1630 mm                                      |                               |
| Länge                                     | 3460 mm                                      |                               |
| Höhe (mit Verdeck)                        | 1850 mm                                      |                               |
| Höhe (Windschutzscheibe heruntergeklappt) | 1430 mm                                      |                               |
| Radstand                                  | 2150 mm                                      |                               |
| Höchstgeschwindigkeit                     | 105 km/h                                     |                               |
| Bodenfreiheit                             | 340 mm                                       |                               |
| Steigfähigkeit                            | 70 %                                         |                               |
| Böschungswinkel vorne                     | 57°                                          |                               |
| Böschungswinkel hinten                    | 42°                                          |                               |
| Wattiefe                                  | 600 mm                                       |                               |
| Motor                                     | Viertakt-Ottomotor, 4 Zylinder in Reihe, OHV |                               |
| Hubraum                                   | 1992 cm³                                     |                               |
| Leistung                                  | 63 PS / 46 kW                                |                               |
| Sitzplätze                                | 5                                            |                               |